# Serrana dos Quilombos
Serrana dos Quilombos is een van de dertien microregio's van de Braziliaanse deelstaat Alagoas. Zij ligt in de mesoregio Leste Alagoano en grenst aan de deelstaat Pernambuco in het noorden en westen, de mesoregio Agreste Alagoano in het zuidwesten en zuiden en de microregio Mata Alagoana in het oosten. De microregio heeft een oppervlakte van ca. 1816 km². Midden 2004 werd het inwoneraantal geschat op 143.643.
Zeven gemeenten behoren tot deze microregio:
- Chã Preta
- Ibateguara
- Pindoba
- Santana do Mundaú
- São José da Laje
- União dos Palmares
- Viçosa

Mesoregio's: Agreste Alagoano · Leste Alagoano · Sertão Alagoano

Microregio's: Alagoana do Sertão do São Francisco · Arapiraca · Batalha · Litoral Norte Alagoano · Maceió · Mata Alagoana · Palmeira dos Índios · Penedo · São Miguel dos Campos · Santana do Ipanema · Serrana do Sertão Alagoano · Serrana dos Quilombos · Traipu